# Bataille de Sandwich (1460)
Pour les articles homonymes, voir Bataille de Sandwich.
Pour un article plus général, voir Guerre des Deux-Roses.
Guerre des Deux-Roses
Batailles
La bataille de Sandwich fut livrée le 15 janvier 1460 pendant la guerre des Deux-Roses. Elle opposa les forces du comte de Warwick Richard Neville, menées par John Dynham, à celles d'une flotte lancastrienne commandée par Richard Woodville.
Peu de détails sur cette bataille subsistent.

## Contexte
Richard d'York s'est enfui en Irlande, après avoir été battu à la déroute de Ludford Bridge le 12 octobre 1459 par les forces du roi Henri VI. Ses principaux alliés dont son fils Édouard de March, son beau-frère Richard Neville (5e comte de Salisbury) et son neveu Richard Neville (16e comte de Warwick), se sont réfugiés à Calais. Warwick est capitaine de Calais depuis 1455 et s'est rapidement attiré la sympathie des marchands, notamment en commettant dans la Manche des actes de piraterie contre des navires marchands espagnols ou hanséatiques (alors concurrents des marchands anglais en Flandre).
Le lancastrien Henri Beaufort, duc de Somerset, est nommé capitaine de Calais par le Parlement en novembre 1459, après qu'York et ses alliés aient été déchus de leurs droits civiques. Il traverse la Manche, accompagné d'Andrew Trollope et s'empare de la ville de Guînes. La garnison de Calais, fidèle aux Yorkistes, refuse cependant de le laisser entrer. Somerset conduit plusieurs escarmouches dans les mois qui suivent tandis qu'il rassemble une flotte à Sandwich. Cette flotte est confiée à la garde de Richard Woodville, baron Rivers.

## Déroulement
Envoyé par Warwick, John Dynham s'empare le matin du 15 janvier 1460 de la flotte royale à Sandwich pendant que les officiers du roi Henri VI sont encore endormis,. 
Rivers, son épouse Jacquette de Luxembourg et leur fils aîné Anthony sont capturés par Dynham et emmenés à Calais. Jacquette, du fait de son statut de veuve du duc de Bedford, de sang royal, est rapidement relâchée. Rivers et son fils seront également libérés peu après bien que les comtes de Warwick et March aient ironisé sur le rang social de Rivers, inférieur à celui de sa femme.

## Conséquences
Warwick se rend ensuite auprès du duc d'York en Irlande en mars 1460. Ils construisent ensemble un projet d'invasion de l'Angleterre à l'été 1460. Sur son chemin de retour, Warwick manque d'être intercepté et décide d'avancer la date de son projet.
Somerset est finalement battu lors d'une escarmouche au Pont de Neullay près de Calais le 23 avril 1460 par Warwick. Warwick et March débarquent près de Sandwich le 26 juin avec 2 000 hommes grâce aux navires dont ils s'étaient emparés. Leurs alliés John Wenlock et William Neville s'emparent immédiatement de Sandwich.
Accueillis par la population locale et avec la bénédiction de Thomas Bourchier, archevêque de Canterbury, ils se dirigent avec une puissante armée vers Londres. Le 10 juillet ils rencontrèrent les forces lancastriennes du roi Henri VI lors de la bataille de Northampton. Les Yorkistes triomphent de leurs ennemis et capturent le roi. Salisbury s'empare de Londres avec le soutien de la population locale le 25 juillet. Le duc d'York revient d'exil en septembre et réclame le trône. Finalement, il obtient d'être désigné héritier du roi le 25 octobre par l'Acte d'Accord.
Rivers se rallie finalement à son ancien adversaire le comte de March, devenu le roi Édouard IV, juste avant la bataille de Towton en 1461. Ironie de l'histoire, Rivers devient son beau-père en 1464 lorsque sa fille aînée Élisabeth Woodville épouse le monarque.